# Diplasia
Diplasia Pers.  é um género botânico pertencente à família Cyperaceae.
Não é endêmica do Brasil, com ocorrências confirmadas no Norte (Acre, Amazonas, Amapá, Pará, Rondônia, Roraima), Nordeste (Maranhão) e Centro-Oeste (Mato Grosso) e domínios Fitogeográficos na Amazônia.

## Espécies
- Diplasia karatifolia